# ПроГород
ПРОГОРОД — коммерческая программа GPS / ГЛОНАСС автомобильной навигации, которую разрабатывало ООО «ПроГород» (Москва, Россия). Выпускалась в версиях под платформы Windows Mobile, Bada, Android, Apple iOS (коммуникаторы, Карманный персональный компьютер и смартфоны) и Windows CE (персональные GPS-навигаторы, PND).
Программа поддерживала сервис информации о пробках («Прогород Пробки» на основе собственных разработок). Программа использала OpenStreetMap. Последние обновления карт относятся к 2018 году, программа удалена из AppStore и PlayMarket, в связи с чем её можно считать заброшенной.

## Возможности
- «Прогород пробки»
- Дополненная реальность
- POI («точки интереса»)
- Бесплатные карты мира
- Прогород MapStore
- Системы поиска в том числе поиск по адресу, координатам, POI.
- Возможность прокладки маршрута «до дома».
- Сложные развязки (Junction View)
- Полосы движения
- 2D/3D-здания
- Smart menu
- Режим День/Ночь
- Голосовые подсказки
- Автомасштабирование
- Маршрутизация